# Horace Lamb

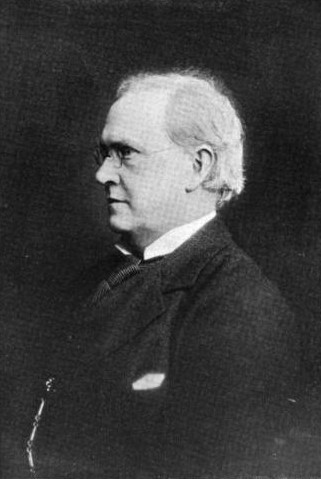
Horace Lamb

Sir Horace Lamb (* 29. November 1849 in Stockport, England; † 4. Dezember 1934 in Cambridge, England) war ein britischer Mathematiker und Physiker, der sich vor allem mit theoretischer Hydrodynamik (einschließlich Akustik) befasste.

## Leben
Lamb war der Sohn eines Vorarbeiters in einer Baumwollspinnerei, der für seine Erfindungen bekannt war. Da sein Vater früh starb, wuchs er bei einer Tante auf. Mit 17 Jahren gewann er ein Stipendium in klassischen Sprachen für Cambridge. 1868 begann er sein Mathematik- und Physikstudium am Trinity College in Cambridge, wo er Vorlesungen bei George Gabriel Stokes und James Clerk Maxwell hörte. 1872 war er Second Wrangler in den Tripos und erhielt den Smith-Preis. Daraufhin wurde er Fellow am Trinity College und gleichzeitig Lecturer. 1875 wurde er Professor für Mathematik an der University of Adelaide in Australien. 1885 ging er zurück nach England als Professor an der University of Manchester, wo er bis zu seiner Emeritierung 1920 blieb. Er zog danach nach Cambridge, wo ein Ehren-Lehrstuhl für ihn eingerichtet wurde (Rayleigh Lectureship).
Lamb arbeitete auf den Gebieten der Elektrodynamik, Hydrodynamik und Elastizitätstheorie und ihren Anwendungen, wobei ihn insbesondere Schwingungsphänomene aller Art interessierten, also die Dynamik. Beispielsweise erklärte er die Beobachtungen von John William Strutt, 3. Baron Rayleigh über die Schwingungen dünner Platten mathematisch und untersuchte die Schwingungen elastischer Kugeln. Bekannt war er nicht zuletzt durch seine Lehrbücher. 1917 beschrieb er die nach ihm benannten Lamb-Wellen.
1884 wurde Lamb als Mitglied („Fellow“) in die Royal Society gewählt, die ihn 1902 mit der Royal Medal und 1923 mit der Copley Medal auszeichnete. Zweimal war er Vizepräsident der Royal Society. 1902 bis 1904 war er Präsident der London Mathematical Society, deren De-Morgan-Medaille er 1911 erhielt. Er war siebenfacher Ehrendoktor, Mitglied der Accademia dei Lincei sowie Ehrenmitglied (Honorary Fellow) der Royal Society of Edinburgh. 1931 wurde er geadelt.
Lamb war seit 1875 verheiratet und hatte sieben Kinder, darunter den Maler Henry, die Archäologin Dorothy, die studierte Historikerin Helen sowie den studierten Altertumswissenschaftler Walter.
1970 wurde der Mondkrater Lamb nach ihm benannt.

## Werke
- The mathematical theory of the motion of fluids, 1878
- Hydrodynamics. Cambridge University Press, 1895, 1999, ISBN 0-521-45868-4 (Nachdruck der Ausgabe 1895)
- Dynamical Theory of Sound (Dover Phoenix Editions). Dover Publications 2004, ISBN 0-486-43916-X (Nachdruck der Ausgabe New York 1910)
- Infinitesimal Calculus, 1897
- Higher Mechanics, 1920
- Schwingungen elastischer Systeme, insbesondere Akustik, Enzyklopädie der Mathematischen Wissenschaften, Band 4, Teil 4, 1906